# Cardiodactylus haani
Cardiodactylus haani är en insektsart som beskrevs av Henri Saussure 1878. Cardiodactylus haani ingår i släktet Cardiodactylus och familjen syrsor. Inga underarter finns listade i Catalogue of Life.